# Casoria
Casoria és un ciutat italià, a la regió de Campània i a la Ciutat metropolitana de Nàpols. L'any 2023 tenia 74.021 habitants.
Tradicional centre agrícola, a mitjan segle xxha evolucionat cap a un centre industrial important. La ciutat va conèixer una expansió demogràfica des de la darreria dels anys 1960 i a poc a poc la zona urbanitzada s'ha unit ambigú els barris septentrionals de Nàpols. Hi ha indústria química, metal·lúrgica, radioelèctrica, paperera, del vidre i alimentària.
El nom, conegut des de la darreria del segle x prové del llatí casa aurea (‘masia d'or’), al qual or indica la terra fèrtil. L'«au» llatí per monoftongació es pronunciava «o» en el llatí medieval fins al segle xiv.